# Мифкова, Анна
Анна Мифкова (чеш. Anna Mifková; род. 5 июня 1943, Ольбрамкостел) — чехословацкая волейболистка. Участница летних Олимпийских игр 1968 и 1972 годов, серебряный призёр чемпионата Европы 1971 года.

## Биография
Анна Мифкова родилась 5 июня 1943 года в рыночном городе Ольбрамкостел в немецком протекторате Богемии и Моравии (сейчас в Чехии).
Играла в волейбол за «Татран Стржешовице» из Праги.
В 1968 году вошла в состав женской сборной Чехословакии по волейболу на летних Олимпийских играх в Мехико, занявшей 6-е место. Провела 7 матчей, набрала 10 очков (3,5 в матче со сборной Перу, 3 — с Южной Кореей, 2 — с Мексикой, 1 — с Японией, 0,5 — с Польшей).
В 1971 году завоевала серебряную медаль чемпионата Европы в Италии.
В 1972 году вошла в состав женской сборной Чехословакии по волейболу на летних Олимпийских играх в Мюнхене, занявшей 7-е место. Провела 5 матчей.

## Семья
Дочь — Дарина Мифкова (род. 1974), итальянская волейболистка. Участница летних Олимпийских игр 2000 года, чемпионка мира 2002 года, серебряный призёр чемпионата Европы 2001 года.